# Albali
Albali ist der Eigenname des Sterns Epsilon Aquarii (ε Aqr) im Sternbild Wassermann. 
Albali gehört der Spektralklasse A1 V an und besitzt eine scheinbare Helligkeit von +3,77m. Nach Parallaxen-Messungen der Raumsonde Gaia, die allerdings mit einigen Unsicherheiten behaftet sind, ist der Stern etwa 244 Lichtjahre von der Sonne entfernt. Die 2007 veröffentlichte, verbesserte Parallaxenmessung der Vorgängersonde Hipparcos ergab hingegen eine geringere Entfernung von 208 Lichtjahren.